# Salcia (Taraclia)
Salcia è un comune della Moldavia situato nel distretto di Taraclia di 441 abitanti al censimento del 2004.

## Località
Il comune è formato dall'insieme delle seguenti località (popolazione 2004):
- Salcia (382 abitanti)
- Orehovca (59 abitanti)